# Lebesby
Lebesby este o comună din provincia Finnmark, Norvegia.